# Bicyclus mesogena
Bicyclus mesogena, je leptir iz porodice Nymphalidae, dio tribusa Elymniini. Pronađen je u Kamerunu, Kongu, Ugandi, Keniji, Tanzaniji i Zambiji. Stanište su mu šume.
Odrasle leptire ove vrste privlači fermentirajuće voće. 

## Podvrste
- Bicyclus mesogena mesogena (Kamerun, Demokratska Republika Kongo, zapadna Kenija, Zambija)
- Bicyclus mesogena ugandae (Riley, 1926.) (Uganda, Tanzanija)